# Fall Grün
Il Fall Grün ("Caso verde") era un piano tedesco per una guerra aggressiva contro la Cecoslovacchia prima della seconda guerra mondiale. Parte della guerra psicologica del piano e l'uso di azioni paramilitari vennero effettuati, ma la guerra aperta pianificata non si verificò a causa dell'accordo di Monaco.

## Contesto
Redatto per la prima volta alla fine del 1937, il piano venne poi rivisto con il mutare della situazione militare e dei requisiti. L'ultima revisione del piano prevedeva l'attacco per il 28 settembre 1938. Tuttavia, poiché Francia e Regno Unito erano riluttanti ad entrare in guerra per il bene della Cecoslovacchia ed entrambi espressero volontà politica a soddisfare la Germania, l'esecuzione del piano venne rinviata. Dopo che la Conferenza di Monaco produsse l'Accordo di Monaco il 30 settembre 1938, il piano venne abbandonato del tutto.
Cedendo le aree di confine a Germania, Polonia e Ungheria, la Cecoslovacchia perse la maggior parte delle sue fortificazioni di confine e divenne meno difendibile contro qualsiasi forza d'invasione. Il 13 marzo 1939, Adolf Hitler e Joachim von Ribbentrop informarono Jozef Tiso della decisione irreversibile di occupare la Boemia e la Moravia nelle ore successive, mentre la Slovacchia doveva decidere del proprio destino. Dopo la proclamazione della Repubblica Slovacca poco dopo la fine dell'ultimatum nazista, Hitler invitò il presidente ceco Emil Hácha dichiarando che l'esercito tedesco stava per invadere le terre ceche e la resistenza sarebbe stata soppressa dai nazisti con ogni mezzo. Il 15 marzo, la Germania occupò le restanti parti ceche (Unternehmen Südost, operazione sudest) e stabilì il Protettorato di Boemia e Moravia. Il nome Fall Grün venne successivamente assegnato ai piani per un'invasione dell'Irlanda.

## La guerra psicologica
I piani del Fall Grün ebbero un ruolo importante per la guerra psicologica, sia all'interno della Cecoslovacchia che contro gli alleati della Cecoslovacchia. Internamente, si supponeva che il governo e la cittadinanza cecoslovacca fossero intimiditi e che la loro volontà di difendersi fosse infranta, e la minoranza etnica tedesca (che era in gran parte filo-tedesca e filo-nazista), avrebbe dovuto internamente indebolire e distruggere il paese. A livello internazionale, la guerra psicologica e di propaganda nazista coordinata mirava a rendere il paese isolato al punto che sarebbe rimasto solo contro qualsiasi aggressione, con la difesa senza speranza. I media moderni, in particolare la radio, svolsero un ruolo chiave nella guerra psicologica nazista. All'interno della Cecoslovacchia, la Germania nazista faceva affidamento anche sull'utilizzo del Partito Tedesco dei Sudeti e della sua organizzazione paramilitare Freiwilliger Schutzdienst.

## La guerra non dichiarata tedesco-cecoslovacca
Il 17 settembre 1938, Adolf Hitler ordinò la costituzione del Sudetendeutsches Freikorps, un'organizzazione paramilitare che rilevò la struttura del Freiwillinger Schutzdienst/Ordnersgruppe, un'organizzazione di etnia tedesca in Cecoslovacchia che era stata sciolta dalle autorità cecoslovacche il giorno precedente a causa della sua implicazione in un gran numero di attività terroristiche. L'organizzazione venne protetta, addestrata ed equipaggiata dalle autorità tedesche e condusse operazioni terroristiche transfrontaliere nel territorio cecoslovacco. Basandosi sulla Convenzione per la definizione di aggressione, il presidente cecoslovacco Edvard Beneš e il governo cecoslovacco in esilio in seguito considerò il 17 settembre 1938 l'inizio della guerra non dichiarata tedesco-cecoslovacca. Tale interpretazione venne assunta anche dalla Corte costituzionale della Repubblica Ceca nel 1997.